# Mnich (ort i Tjeckien)
Mnich är en ort i Tjeckien.   Den ligger i regionen Vysočina, i den centrala delen av landet, 100 km söder om huvudstaden Prag. Mnich ligger 551 meter över havet och antalet invånare är 395.
Terrängen runt Mnich är lite kuperad. Runt Mnich är det ganska tätbefolkat, med 134 invånare per kvadratkilometer. Närmaste större samhälle är Jindřichův Hradec, 17,3 km söder om Mnich. I omgivningarna runt Mnich växer i huvudsak blandskog.